# Comuna Berhomet, Cozmeni
Berhomet (în ucraineană Берегомет, transliterat: Berehomet) este o comună în raionul Cozmeni, regiunea Cernăuți, Ucraina, formată din satele Berhomet (reședința), Clocucica și Revacăuți.

## Demografie
Componența lingvistică a comunei Berhomet
     Ucraineană (99,41%)
     Alte limbi (0,59%)
Conform recensământului din 2001, majoritatea populației comunei Berhomet era vorbitoare de ucraineană (99,41%), existând în minoritate și vorbitori de alte limbi.